# Gebre Guracha
Gebre Guracha (ou Gerbe Guracha, également transcrit Gerba Guracha, en oromo : Garba Gurraachaa) est une ville du centre de l'Éthiopie située dans la zone Nord Shewa de la région Oromia. Principale agglomération et centre administratif du woreda Kuyu, elle a 19 872 habitants en 2007. 
Debre Guracha est à environ 150 km d'Addis-Abeba sur la route en direction de Baher Dar, 40 km à l'ouest de Fitche (ou Fiche) et se situe vers 2 500 m d'altitude.
Avec une population de 19 872 habitants au recensement national de 2007, elle est la seule agglomération recensée dans le woreda Kuyu et la ville la plus importante de la zone Nord Shewa après Fitche.